# Morus alba
Morus alba, comúnmente morera blanca, es una especie de árbol del género Morus, familia de las moráceas. 
Nótese que a pesar de su nombre, si bien todas las plantas que producen moras blancas pertenecen a la especie 'morus alba', muchos miembros esta especie también pueden producir frutos completamente morados. La distinción con 'morus nigra' cuando es este el caso se basa en estudios genéticos o en la morfología de la planta, sobre todo cuando los frutos se están formando o está en floración.

## Descripción

Moras blancas.

Árboles de hasta 15 m de altura, con ramas jóvenes grisáceas. Hojas con pecíolo de 1,5-2 cm y limbo de 4-6 por 4-5 cm, más o menos ovado, subagudo, irregularmente dentado o lobado, oblicuamente cordado, delgado, glabro excepto a lo largo de la nerviación, verde claro. Infrutescencias (sorosis) de la longitud de sus pedúnculos (2,5 por 1 cm), blancas, blanco-moradas o moradas, que son las moras.
Florece en abril; fructifica en mayo (en el hemisferio norte).

## Distribución
Son árboles oriundos de las zonas templadas de Asia central y del Este (China, Manchuria y Corea) y muy cultivado en Asia, Europa y América.

## Usos y cultivo
La especie se cultiva por sus hojas, único alimento de los gusanos de seda, cuyos capullos se utilizan para fabricar seda. También es la especie de 'morus' más cultivada por su fruto, en general cuando es morado, que suele presentar mejor sabor.
Aparte de su uso como árboles de cultivo se utilizan como ornamentales en jardines, paseos y calles.
Su fruto, la mora, es comestible. Su sabor es más o menos dulce y puede ser ácido. Su aroma es escaso o muy suave.

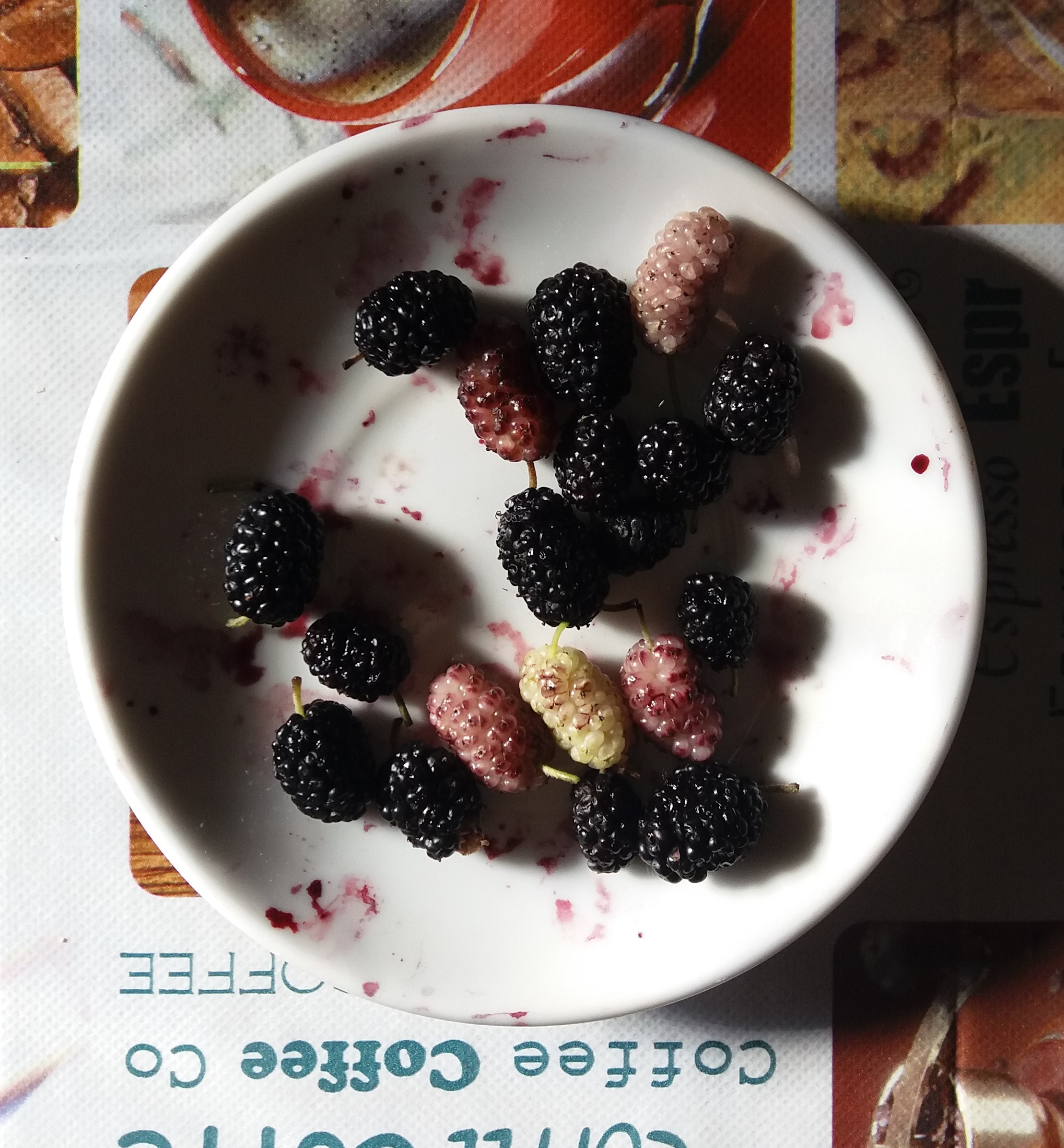
Sorosis de mora blanca cosechada el 30 de mayo de 2019 en Valencia (España)

## Beneficios para la salud
Las hojas de morera blanca son altamente apreciadas por sus extensas propiedades. Estas tienen un componente natural llamado DNJ (desoxinojirimicina), que es un azúcar nitrogenado que actúa como inhibidor competitivo de las alfa-glucosidasas en el intestino. Esto quiere decir que, al ingerir la infusión de Morera Blanca que contiene DNJ, se puede evitar la absorción parcial de los carbohidratos (azúcar) en el cuerpo. 

## Variedades
Existen muchas variedades de morus alba. Es la especie de morus más cultivada por sus frutos por un amplio margen. Algunas variedades son:
- Morus alba var. alba (sinónimos: Morus alba var. atropurpurea (Roxb.) Bureau
- Morus alba var. bungeana Bureau, Morus atropurpurea Roxb.[3]

## Sinonimia
- Morus acidosa Griff.
- Morus alba var. indica Bureau
- Morus alba var. latifolia (Poir.) Bureau
- Morus alba var. multicaulis (Perr.) Loudon
- Morus alba var. nigriformis Bureau
- Morus alba var. stylosa Bureau
- Morus alba var. tatarica (L.) Ser.
- Morus australis Poir.
- Morus australis var. hastifolia (F.T.Wang & T.Tang ex Z.Y.Cao) Z.Y.Cao
- Morus australis var. incisa C.Y.Wu
- Morus australis var. inusitata (H.Lév.) C.Y.Wu
- Morus australis var. linearipartita Z.Y.Cao
- Morus australis var. oblongifolia Z.Y.Cao
- Morus bombycis Koidz.
- Morus bombycis var. angustifolia Koidz.
- Morus bombycis var. bifida Koidz.
- Morus bombycis var. longistyla Koidz.
- Morus bombycis var. tiliifolia Koidz.
- Morus cavaleriei H.Lév.
- Morus chinensis Lodd. ex Loudon
- Morus formosensis Hotta
- Morus hastifolia F.T.Wang & T.Tang ex Z.Y.Cao
- Morus intermedia Perr.
- Morus inusitata H. Lév.
- Morus latifolia Poir.
- Morus longistylus Diels
- Morus multicaulis Perr.
- Morus nigriformis (Bureau) Koidz.
- Morus stylosa var. ovalifolia Ser.
- Morus tatarica L.[3]

## Nombres vernáculos
Castellano: mora (3), mora blanca (3), mora encarnada, mora rosada, moral (5), moral blanco (8), moras de morera, moreda blanca, moreda colorada, morera (31), morera blanca (12), morera clara, morera común, morera de Filipinas, moreras, parra. Entre paréntesis, la frecuencia del vocablo en España.